# Josefina Giraldo
Josefina Giraldo   (Cieza, 1924 - Valls, 2017), també anomenada Sefi Giraldo, fou una pintora catalana.

## Biografia
La primera informació sobre aquesta artista és la seva participació en la coneguda i tradicional Exposició de Nadal que se celebra a la ciutat de Valls al desembre, l'any 1956. Maria Teresa Sanromà (Valls 1922) també és una de les úniques artistes que hi participen. L'any següent, 1957, a l’Exposició de primavera participaran Josefina Giraldo i Sanromà junt amb altres artistes destacats de la ciutat com Josep Pons, Josep Maria Tost, Daniel Ventura, Estanislau Ribas, Juan Maria Manresa, Ignacio Ferré i Joan Serafini. El mateix 1957 assisteix al curs de pintura del pintor Eduard Castells, segurament el pintor que més la influeix i l’únic mestre que tindrà. Eduard Castells és un personatge molt destacat en el desenvolupament artístic de la ciutat de Valls. Amb la seva participació es va iniciar el conegut Grup del Divendres, ja que impartien les classes aquest dia de la setmana.
Al mes d’abril de 1960 es presenta a la llibreria Guàrdias de Tarragona amb el grup de pintors de Valls Cercle Jaume Huguet. El grup està integrat per Eduard Castells, Pau Mecadé, Josep Gatell, Joan M. Manresa, Josep Pons, Pere Queralt, Estanislau Ribas, Maria Teresa Sanromà, Josep M. Tost, Daniel Ventura, Josep Busquets, Joan Sanromà i Joan Serafini. Set anys després, 1967, es crea el grup anomenat 7 Pintors de Valls sota l'impuls d'Eduard Castells, i es donen a conèixer a la Galeries Syra de Barcelona, on es presenten el mes d'abril, amb una introducció de Castells.
L’any 1968 fa la seva primera exposició individual al Sindicat d'Iniciativa i Turisme de Tarragona. Aquesta exposició marcarà l’inici d’una extensa trajectòria que la porta a Reus, Salou, Madrid, Girona, Lleida, Palma, Menorca, València, Sabadell, Salamanca, Zamora, Vigo, Eivissa, i també per l'estranger: Grenoble, París i Perpinyà (França), i Lucca, i Roma (Itàlia). Al març de 1971 exposa per primera vegada a Reus, a la Sala de l’Obra Cultural de la Caixa d’Estalvis Provincial. Presenta vit-i-nou obres entre paisatges, figures, marines, i flors. Un mes més tard es trasllada a Saragossa, a la Sala Gambrinus.
Amb la Galeria Lázaro de Madrid Giraldo, té una relació especial. A l’octubre de 1984 hi fa una exposició. L’octubre d’aquest mateix any exposa a la Sala Vayreda de Barcelona, presentada per Daniel Ventura Solé. Es té constància gràcies a una ressenya de la revista Cultura de Valls, que l’octubre de l’any 1986 exposa a la Galeria Nazionale de Lucca, Italia.
La seva trajectòria internacional va anar creixent al voltant del 1986. Aquest any és seleccionada junt amb el vallenc Joan Creus per participar en el Primer Saló d’Art Europeu presentat per l'Académie Européenne des Arts de París, amb motiu del seu 20è aniversari. Sefi Giraldo és presentada com “La plus parisienne des artistes espagnoles”. La seva participació és tot un èxit i li es concedida la Medalla d'Or de l'Académie.
Sefi Giraldo i Maria Teresa Sanromà, les dues pintores deganes de Valls, amb una trajectòria professional compartida durant molts anys, presenten el gener de 1995 una mostra conjunta a la Sala Sant Roc de l’institut d’Estudis Vallencs. Al mes d'abril del 2001 exposa a la Galeria de Arte Reyes Católicos de Madrid. L’any 2003 Giraldo, juntament amb tres artistes més, decideixen organitzar una mostra conjunta amb un únic tema: el paisatge pel comissari Pere Queralt.
Josefina Giraldo continua treballant, si bé ara menys per raons d'edat, i viu envoltada de les seves obres, que continuen comunicant l’alegria que sempre les ha caracteritzades.

## Obra
La seva obra pictòrica, segons els crítics de l’època, es caracteritza per tenir unes arrels postimpressionistes, molt properes al moviment fauvista. També remarquen la llibertat en l’ús i combinació dels colors que transmeten alegria i entusiasme.
Exposicions:
- 1956: Exposició de Nadal de Valls
- 1957: Exposició de Primavera de Valls
- 1960: llibreria Guàrdias de Tarragona, amb el grup de pintors de Valls Cercle Jaume Huguet
- 1967: 7 pintors de Valls, a la Galeria Syra de Barcelona
- 1968: primera exposició individual al Sindicat d'Iniciativa i Turisme de Tarragona.
- 1986: Galeria Nazionale de Lucca, Italia.
- 1971: Sala de l’Obra Cultural de la Caixa d’Estalvis Provincial de Reus
- 1971: Sala Gambrinus de Saragossa
- 1994: Galeria Lázaro de Madrid
- 1995: Sala Sant Roc de l'institut d'Estudis Vallencs.
- 2001: Galeria de Arte Reyes Católicos de Madrid